# Marie Osthaus Griffith
Marie Henriette Osthaus Griffith (* 26. September 1855 im Amt Wohldenberg, Königreich Hannover; † 17. Juli 1927 in Toledo, Ohio) war eine US-amerikanische Blumen- und Landschaftsmalerin.

## Leben
Marie Henriette Osthaus war eine Tochter des aus wohlhabender Bauernfamilie stammenden Ferdinand Heinrich (Henry) Engelbert Osthaus aus Einum im Königreich Hannover, der die Engländerin Henrietta Maria Hunneman(n) geheiratet hatte. Die Familie emigrierte 1864 im Zuge der Inthronisierung Maximilians I. nach Mexiko. Dort arbeitete der Vater als kaiserlicher Sekretär. Als Maximilians Kaiserreich im Verlauf der französischen Interventionskriege scheiterte, floh die Familie in die Vereinigten Staaten und kehrte zunächst wieder nach Deutschland zurück. 1882 wanderten die Eltern erneut in die Neue Welt aus und siedelten sich in Oshkosh (Wisconsin) an. Mit dabei waren Marie Henriette und eine Schwester, 1883 folgten ihre Brüder Carl Wilhelm Ferdinand (* 1862), später ein Philologe und Professor für Deutsch an der Indiana University, und Edmund Osthaus, ein Landschafts-, Genre- und Tiermaler der Düsseldorfer Schule, welcher sich im Privatunterricht bei Christian Kröner zu einem Tiermaler vervollkommnet hatte und nun seine Schwester künstlerisch ausbildete. Mitte der 1880er Jahre malte sie Blumenstücke und Landschaften in Öl und stellte die Werke gemeinsam mit ihrem Bruder aus, beispielsweise 1885 auf einer Kunstausstellung in New Orleans. In Fond du Lac gründete sie in dieser Zeit eine Malklasse. Am 14. September 1887 heiratete sie den Setzer und Amateur-Fotografen Ellsworth Lewis Griffith (* 13. März 1862 in Oshkosh; † 15. Januar 1946 in Toledo), der später Angestellter der Zeitung Toldeo Blade wurde. Das Paar bekam vier Töchter und einen Sohn. 
1888 zog die Familie nach Toledo in Ohio, wo Edmund Osthaus eine Anstellung als Lehrer, später Leiter der Toledo Academy of Fine Arts gefunden hatte. Als Nachfolgerin von Amy R. Kirkpatrick und Assistentin ihres Bruders Edmund unterrichtete auch Marie Osthaus Griffith an dieser Schule, später an der St. Ursula’s Academy and Art School, einer Internats- und Tagesschule für Mädchen. Wie ihr Bruder wurde sie Teil der frühen Künstlerszene Toledos, Vizepräsidentin der dort 1903 gegründeten Athena Society, wo sie vielfach ausstellte, sowie Mitglied der Toledo Federation of Artists, der Society of Western Artists und der National Society of Associated Artists.